# Tersilochus similis
Tersilochus similis är en stekelart som först beskrevs av Szepligeti 1899.  Tersilochus similis ingår i släktet Tersilochus och familjen brokparasitsteklar. Inga underarter finns listade i Catalogue of Life.